# 島原道路

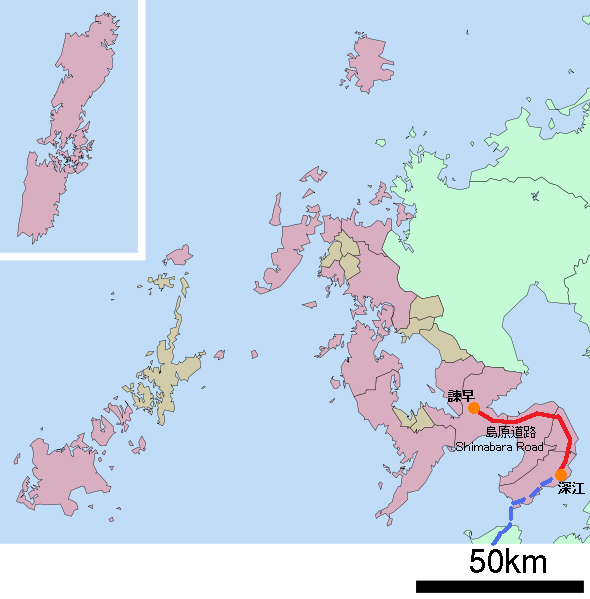
路線図

島原道路（しまばらどうろ）は、長崎県南島原市から諫早市に至る総延長約50kmの地域高規格道路である。自動車専用に指定されている。
諫早市で長崎自動車道と接続しており、福岡、佐賀、長崎地区から、島原・雲仙地区へのアクセス向上のため建設されていて、将来的には、南島原市で構想中の島原天草長島連絡道路と接続し、長崎県から鹿児島県を結ぶ交通ネットワークを構成する予定であり、さらには愛野IC付近から南に分岐して小浜地区へと向かう構想中の愛野・小浜バイパスと接続し、小浜、加津佐、南島原方面への交通ネットワークを構成する予定である。

## 概要
現時点では構想段階に過ぎないが、長崎県と熊本県の天草地方を経由して、鹿児島県を結ぶルートの一端として整備される予定（島原天草長島連絡道路に接続し、途中、天草島へは長大橋を2本架橋する）。

## 歴史
- 1993年（平成5年）11月 - 島原深江道路・起点 - 島原南IC間 着工開始。
- 1994年（平成6年）12月 - がまだすロード・島原IC - 島原三会IC間 計画路線に指定。
- 1997年（平成9年）4月 - 島原中央道路・島原南IC - 島原IC間 都市計画決定。
- 1999年（平成11年）2月20日 - 島原深江道路・起点 - 島原南IC（4.6 km）間開通。
- 2001年（平成13年）4月 - 島原中央道路・島原南IC - 島原IC間 事業化。
- 2004年（平成16年）
  - 3月24日 - がまだすロード・島原IC - 島原三会IC（2.2 km）間開通。
  - 9月 - 用地協議着手。
- 2007年（平成19年）3月 - 島原中央道路・島原南IC - 島原IC間 着工開始。
- 2009年（平成21年）8月 - 島原中央道路・まゆやまトンネル 着工開始。
- 2010年（平成22年）11月 - 島原中央道路・まゆやまトンネル 貫通。
- 2011年（平成23年）3月 - 島原中央道路・まゆやまトンネル 完成。
- 2012年（平成24年）
  - 8月23日 - 島原中央道路のIC名を（仮称）秩父が浦IC → 島原南IC、（仮称）島原南IC → 島原外港ICにそれぞれ正式決定。
  - 10月8日 - 島原中央道路・島原南IC - 島原IC（4.5 km）間開通。
- 2013年（平成25年）12月21日 - 愛野森山バイパス・愛野IC - 森山東（開通前仮称・田尻）IC（1.8 km）間開通。
- 2017年（平成29年）12月16日 - 吾妻愛野バイパス・吾妻西IC - 愛野IC（1.7 km）間開通[1]。
- 2018年（平成30年）3月24日 - 諫早外環状線・栗面IC - 小船越IC（2.7 km）間開通[2]。
- 2020年（令和2年）3月22日 - 諫早外環状線・小船越IC - 諫早IC間開通[3]。
- 2022年（令和4年）5月21日 - 諫早外環状線・長野IC - 栗面IC間開通[4]。
- 2023年（令和5年）11月12日 - 森山拡幅・森山東IC - 森山西IC間開通[5]。

## 構成する道路
- 島原深江道路
- 島原中央道路
- がまだすロード
- 吾妻愛野バイパス
- 愛野森山バイパス
- 森山拡幅
- 諫早外環状線

島原深江道路、島原中央道路、島原市下折橋町～島原市出平町、吾妻愛野バイパス、愛野森山バイパス、諫早インター工区、長野～栗面工区は完成している。
出平有明バイパス、有明瑞穂バイパス、瑞穂吾妻バイパス、森山拡幅は事業中。ただし、森山拡幅の森山東IC - 森山西IC間は開通済。

## インターチェンジなど
- IC番号欄の背景色が■である部分については道路が開通済みの区間を示している。また、施設名欄の背景色が■である部分は施設が供用開始されていない、または完成していないことを示す。なお、未開通区間の名称は仮称である。
  - 下記の記号は右記の通り。 IC: インターチェンジ　JCT: ジャンクション。全区間、長崎県に位置する。

| IC番号                    | 施設名         | 接続路線名                                     | 起点 から (km) | 備考 | 所在地   |
| ------------------------- | -------------- | ---------------------------------------------- | -------------- | --- | -------- |
| -                         | 起点（深江町） | 島原天草長島連絡道路（予定）                   | 0.0            | | 南島原市 |
|                           | 中安徳IC       |                                                | 3.3            | 諫早方面のハーフIC                                                                                           | 島原市   |
|                           | 島原南IC       | 国道251号                                      | 4.6            | 平面交差で国道251号と接続                                                                                    | 島原市   |
|                           | 島原外港IC     | 市道親和町・湊広場線                           | 5.9            | 諫早方面のハーフIC                                                                                           | 島原市   |
|                           | 島原IC         | 県道58号愛野島原線                             | 9.1            | | 島原市   |
|                           | 島原三会IC     | 県道208号礫石原松尾停車場線 雲仙グリーンロード | 11.3           | | 島原市   |
| -                         | 大三東IC       |                                                |                | 諫早方面のハーフICを予定                                                                                     | 島原市   |
| -                         | 有明IC         |                                                | 14.7           | 島原方面のハーフICを予定                                                                                     | 島原市   |
| -                         | 国見IC         |                                                |                | | 雲仙市   |
| -                         | 神代IC         |                                                |                | | 雲仙市   |
| -                         | 瑞穂IC         |                                                | 25.1           | 諫早方面のハーフICを予定                                                                                     | 雲仙市   |
| -                         | 吾妻東IC       |                                                |                | | 雲仙市   |
|                           | 吾妻西IC       | 雲仙グリーンロード                             | 31.5           | 現時点では諫早方面のハーフIC                                                                                 | 雲仙市   |
|                           | 愛野IC         | 国道251号 愛野・小浜バイパス (予定)            | 33.2           | 諫早方面のハーフIC                                                                                           | 雲仙市   |
|                           | 森山東IC       | 国道57号                                       | 35.0           | | 諫早市   |
|                           | 森山西IC       |                                                | 38.7           | | 諫早市   |
| -                         | 尾崎IC         |                                                | 40.0           | 島原方面のハーフICを予定                                                                                     | 諫早市   |
| この間計画中 (事業化未定) |                |                                                |                | | 諫早市   |
|                           | 長野IC         | 国道57号(ランプ経由)                           | 6.6            | 諫早方面のハーフIC                                                                                           | 諫早市   |
|                           | 栗面IC         | 県道41号諫早飯盛線                             | 3.9            | | 諫早市   |
|                           | 小船越IC       | 国道34号                                       | 1.6            | 島原方面のハーフIC。諫早方面の一般道への最終出口。                                                           | 諫早市   |
| 10                        | 諫早IC         | E34 長崎自動車道                               | 0.0            | 福岡、佐賀、長崎方面に接続。 長崎道の諫早IC料金所と直結しており、 一般道から、または一般道へは利用できない。 | 諫早市   |

## 路線状況

### 整備路線
| 路線名                        | 区間                  | 延長(km) | 供用日         | 事業主体                  | 備考                          |
| ----------------------------- | --------------------- | -------- | -------------- | ------------------------- | ----------------------------- |
| 島原深江道路                  | 深江町 - 島原南IC     | 4.6      | 1999年2月20日  | 国土交通省 （長崎県管理） | 暫定2車線供用                 |
| 島原中央道路                  | 島原南IC - 島原IC     | 4.5      | 2012年10月8日  | 国土交通省 （長崎県管理） | 暫定2車線供用                 |
| 島原市下折橋町～ 島原市出平町 | 島原IC - 島原三会IC   | 2.2      | 2004年3月24日  | 長崎県 （島原振興局）     | 暫定2車線供用                 |
| 出平有明バイパス              | 島原三会IC - 大三東IC | 3.4      | （事業中）     | 長崎県 （島原振興局）     |                               |
| 有明瑞穂バイパス              | 大三東IC - 瑞穂IC     | 10.4     | （事業中）     | 長崎県 （島原振興局）     |                               |
| 瑞穂吾妻バイパス              | 瑞穂IC - 吾妻西IC     | 6.4      | （事業中）     | 長崎県 （島原振興局）     |                               |
| 吾妻愛野バイパス              | 吾妻西IC - 愛野IC     | 1.7      | 2017年12月16日 | 長崎県 （島原振興局）     |                               |
| 愛野森山バイパス              | 愛野IC - 森山東IC     | 1.8      | 2013年12月21日 | 長崎県 （県央振興局）     |                               |
| 森山拡幅                      | 森山東IC - 尾崎IC     | 4.8      | （一部供用中） | 国土交通省                | 森山東IC - 森山西IC間は供用中 |
| （計画中）                    |                       |          |                |                           |                               |
| 諫早外環状線                  | 長野IC - 栗面IC       | 2.7      | 2022年5月21日  | 長崎県 （県央振興局）     | 長野～栗面工区                |
| 諫早外環状線                  | 栗面IC - 諫早IC       | 4.3      | 2020年3月22日  | 長崎県 （県央振興局）     | 諫早インター工区              |